# 제30회 영국 아카데미 영화상
제30회 영국 아카데미 영화상은 1976년의 최고의 영화를 기리기 위해 1977년 3월 24일에 열린 시상식이다.

## 수상

### 작품상
- 뻐꾸기 둥지 위로 날아간 새 수상

### 데이빗 린 상
- 뻐꾸기 둥지 위로 날아간 새 - 밀로스 포먼 수상

### 칼 포먼 상
- 벅시 말론 - 조디 포스터 수상
- 택시 드라이버 - 조디 포스터 수상

### 남우주연상
- 뻐꾸기 둥지 위로 날아간 새 - 잭 니콜슨 수상

### 여우주연상
- 뻐꾸기 둥지 위로 날아간 새 - 루이스 플레처 수상

### 남우조연상
- 뻐꾸기 둥지 위로 날아간 새 - 브래드 듀리프 수상

### 여우조연상
- 벅시 말론 - 조디 포스터 수상
- 택시 드라이버 - 조디 포스터 수상

### 각본상
- 벅시 말론 - 앨런 파커 수상

### 편집상
- 뻐꾸기 둥지 위로 날아간 새 - 리처드 추 수상

### 촬영상
- 행잉록에서의 소풍 - 러셀 보이드 수상

### 음향상
- 벅시 말론 - Les Wiggins 수상

### 의상상
- O 후작 부인 - Moidele Bickel 수상

### 프로덕션디자인상
- 벅시 말론 - 제프리 커크랜드 수상

### 안소니 아스퀴스상
- 택시 드라이버 - 버나드 허만 수상

### 특별상
- Anthony Searle 수상

## 같이 보기
- 제49회 아카데미상
- 제2회 세자르상
- 제29회 미국 감독 조합상
- 제34회 골든 글로브상
- 제29회 미국 작가 조합상